# Ibala isikela
Ibala isikela Fitzpatrick, 2009 è un ragno appartenente alla famiglia Gnaphosidae.

## Etimologia
Il nome proprio deriva dal termine isikela, che in lingua ndebele del nord significa falce, in riferimento alla forma dell'apofisi mediana del maschio.

## Caratteristiche
Si distingue per il processo posteriore dell'apofisi mediana del maschio facilmente distinguibile per le sue dimensioni e la forma di falce.
Gli esemplari maschili rinvenuti hanno lunghezza totale è di 4,24mm; la lunghezza del cefalotorace è di 2,17mm; e la larghezza è di 1,50mm.
Gli esemplari femminili rinvenuti hanno lunghezza totale è di 4,80mm; la lunghezza del cefalotorace è di 2,25mm; e la larghezza è di 1,25mm.

## Distribuzione
La specie è stata reperita nello Zambia e nello Zimbabwe: nei pressi della città di Lusaka  e nella Wildlife Game Farm (Zambia); a Chingacherejani e a Katombora (Zimbabwe).

## Tassonomia
Al 2015 non sono note sottospecie e dal 2009 non sono stati esaminati nuovi esemplari